# Якопо даль Верме
Якопо даль Верме (итал. Jacopo dal Verme; 1350, Верона — 12 февраля 1409, Венеция) — итальянский кондотьер, командовавший войсками миланского герцога Джан Галеаццо Висконти.

## Биография
Принадлежал к веронской семье Даль Верме. Сын кондотьера Лукино даль Верме и Якопы ди Бонетто де Мальвичини. Его отец стал противником семьи Делла Скала, в 1354 году был изгнан из Вероны и больше на родину не вернулся.
Вероятно, большую часть своего детства Якопо провел со своим отцом в южной Ломбардии, затем в Парме, Болонье, Генуе и, наконец, в Павии. Один из сыновей Лукино участвовал в критской экспедиции 1364 года, а в ноябре того же года принимал участие в турнире в Венеции, где сражался с королем Кипра Пьером де Лузиньяном, но, по-видимому, это был старший брат Якопо Лукино Новелло. Первые достоверные известия о Даль Верме относятся к 1367 году, когда он находился  в Константинополе, где в это время умер его отец. Якопо обратился к Петрарке за советом о месте погребения Лукино; в ответе, направленном 9 июня, поэт призвал не перевозить останки в Италию.
Считается, что военную службу Даль Верме начал в веронской армии Кансиньорио делла Скала, скорее всего, в 1368 году, когда войска Делла Скала были собраны для поддержки Бернабо Висконти против лиги гвельфов и в частности против Мантуи. Позднее Якопо перешел на службу к Висконти и с 1369 года воевал в Пьемонте. В 1370 году был посвящен в рыцари маркграфом Салуццо, в 1372 году он был одним из командующих миланской армии в кампании Галеаццо II Висконти, пытавшегося захватить Монферрат после смерти Джовании II.
Даль Верме принято считать учеником Альберико да Барбьяно, но на самом деле они были почти одногодками и сотрудничать стали только в 1390-е годы, когда Барбьяно присоединился к группе капитанов на службе у Джан Галеаццо Висконти.
В 1373 году Даль Верме командовал экспедицией против гвельфского восстания в долине Тидоне, в районе Пьячентино. В последующие годы он играл важную роль в экспансионистской политике Висконти; несколько месяцев вел в Авиньоне переговоры с Григорием XI, завершившимися в следующем году мирным договором в Оливето ди Валь-Сальмоджа. В 1378 году Якопо находился в Вероне, где, вероятно, с согласия и при поддержке Галеаццо Висконти, противодействовал попыткам Бернабо Висконти и его жены Реджины делла Скала свергнуть веронских синьоров. При помощи Даль Верме Антонио и Бартоломео делла Скала удалось отразить атаку Бернабо.
В 1378 году Галеаццо Висконти умер, и Даль Верме вернулся ко двору в Павию, чтобы занять место рядом с Джан Галеаццо. В следующем году он был назначен последним советником и генерал-капитаном, и возглавил новый поход на Монферрат, завоевав город Асти. С этого времени Даль Верме стал одним из главных советников миланского правителя и сыграл решающую роль в территориальной экспансии Висконти.
5 мая 1385 года Якопо, вместе с Антонио Порро и Гульельмо Бевилаквой участвовал в государственном перевороте и по приказу Джан Галеаццо схватил под стенами Милана Бернабо Висконти. После этого столица вместе с восточной половиной владений Висконти перешли под власть Джан Галеаццо, от имени которого Даль Верме занял Парму и Реджо. В 1388 году он совместно с венецианцами вёл войну против Падуи и руководил завоеванием города. В награду за эту кампанию он получил Палаццо деи Каррарези в Венеции и был внесён в списки венецианских патрициев.
В мае 1390 года в ходе милано-флорентийской войны Даль Верме был отправлен на осаду Болоньи, на помощь которой пришли флорентийские войска Джона Хоквуда. Не добившись успеха, он был вынужден оставить осаду и выступить к Падуе, которую отвоевал Франческо II да Каррара. Посланный им Уголотто Бьянкардо подавил восстание в Вероне, сам Даль Верме двинулся к Падуе, но прибытие войск Стефана Баварского и соединение антимиланских сил вынудили его отступить.
В мае 1391 года армия Хоквуда достигла Адды. Выступивший против неё Даль Верме приказал вывезти из сельской местности все запасы продовольствия и заставил противника отступить, после чего отправился на западную границу, атакованную французскими наемниками графа д'Арманьяка. Якопо заперся в Алессандрии с 2000 копий и 4000 пехоты, в то время как французы имели более чем двойное численное превосходство. 25 июля опрометчиво действовавший Арманьяк был полностью разгромлен в битве при Алессандрии, а на следующий день его армия перестала существовать. Добыча, взятая в этом сражении, позволила Даль Верме купить группу домов в Алессандрии, которые он снёс, чтобы построить церковь Сан-Джакомо делла Виттория. Обратившись против Хоквуда, Якопо заставил его отступать к Падуе и, разрушив плотины на Адидже, едва не захватил  в плен вражескую армию, со всех сторон окружённую водой. Затем он отправился на юг в Тоскану, чтобы помешать Флоренции получать снабжение морем, но потерпел поражение от Хоквуда при Тиццане и отступил в Ломбардию. Война закончилась Генуэзским миром 26 января 1392 года, что дало Якопо возможность присоединиться к группе паломников в Святую Землю, в которую также входил граф Дерби, ставший позднее английским королем.
В кампанию 1397 года против Мантуи Даль Верме руководил операциями против укреплённого владения Гонзага, расположенного в центре Ломбардии, так называемого «зверинца» (serraglio). Миланским войскам удалось прорвать вражескую оборону, но в ходе осады Говерноло они были атакованы соединенными силами мантуанцев, флорентийцев Карло Малатесты и падуанско-венецианским флотом и потерпели тяжёлое поражение.
В 1401 году Даль Верме руководил обороной миланских владений, которые собиралась атаковать экспедиция Рупрехта Пфальцского. 21 октября он командовал войсками миланских кондотьеров в битве при Брешии и одержал победу над имперцами. В 1402 году руководил операцией против Болоньи, обеспечив победу над антимиланской лигой в битве при Казалеккьо. 30 июня Якопо вступил в Болонью во главе войск Джан Галеаццо и планировал совместно с Фачино Кане изгнать Каррара из Падуи, но в последующие два месяца так и не получил приказов от герцога по поводу запланированных экспедиций против Падуи и Флоренции.
После внезапной смерти Джан Галеаццо Даль Верме, как душеприказчик герцога и член Регентского совета вернулся в Милан, где новый правитель Джованни Мария Висконти утвердил его в должности генерал-капитана. В 1403 году по всему миланскому герцогству начались восстания и Якопо пытался восстановить порядок и сохранить верность ломбардских городов. Восстания в Лоди, Кремоне и Брешии были подавлены, но каждый раз после ухода войск города снова провозглашали независимость. В сентябре Даль Верме вместе с Оттобоне Терци и Галеаццо Гонзага отразил падуанское нападение на Брешию, но всем усилиям, направленным на спасение государства Висконти, помешали конфликты  между Джованни Марией и герцогиней Катериной, а также попытки многих капитанов извлечь личную выгоду из кризиса.
В 1404 году Франческо да Каррара завоевал Верону и Даль Верме был направлен в Венецию для переговоров о союзе против Падуи. По пути он был схвачен феррарцами, но вскоре освобожден по настоянию венецианцев. Быстрое развитие событий помешало заключению союза, хотя некоторые миланские капитаны участвовали на стороне Венеции в Падуанской войне. После взятия Вероны и Падуи Даль Верме снова отправился в Венецию и, вероятно, высказался за казнь Франческо Новелло и его семьи.
После более чем годичного отсутствия он вернулся в Милан по просьбе архиепископа, поручившего ему руководить борьбой против гибеллинской фракции Фачино Кане. Даль Верме снова сделал все возможное для наведения порядка в герцогстве, но не смог завоевать доверие слабого и импульсивного  Джованни Марии. В середине лета 1406 года командование было передано Карло Малатесте; Даль Верме согласился служить под его началом, но в январе 1407 года гибеллины Фачино Кане открыто восстали, Малатеста был в Романье, и Даль Верме не смог помешать Джованни Марии заключить договор с мятежниками. После этого Якопо покинул Милан и в союзе с Пандольфо Малатестой, Кабрино Фондуло и Оттобоно Терци выступил против режима Фачино Кане.
22 февраля 1407 года Даль Верме и его союзники победили Фачино при Бинаско и вынудили его бежать в Алессандрию. На Пасху победители торжественно вступили в Милан. Успех Даль Верме усилил подозрительность Джованни Марии, кроме того Якопо с большим трудом удалось помешать Оттобоне Терци разграбить Милан. Летом 1407 года истёк срок его последнего контракта. Даль Верме передал командование Карло Малатеста и окончательно покинул Милан. Он прибыл в Венецию, откуда собирался отправиться в крестовый поход, но, не успев организовать предприятие, умер 12 февраля 1409 года.
Даль Верме был богатым землевладельцем. В 1377 году он вернул семейные владения под Вероной, конфискованные у его отца в 1354 году. Эти земли, с центром в замке Сангинетто, были увеличены в последние десятилетия XIV века пожалованиями Скалигеров и Висконти. В 1405 году Даль Верме получил от Венеции в пожизненное владение замок Ногарола в качестве награды за услуги, оказанные во время войны против Падуи. Помимо этих земель, ему принадлежало имение Монгуццо, подаренное Джан Галеаццо в 1380 году, и несколько владений в районе Пьячентино. От церкви Боббио он также держал несколько феодов, а в 1400 году купил замок Фортунаго.

## Семья
1-я жена: Чиа дельи Убальдини, дочь Гаспаро дельи Убальдини
Дети:
- Луиджи (ок. 1390—1449), граф Священной Римской империи. Жена 1) (1408): Вальпурга Скотти Дуглас (ум. ранее 1430), дочь Франческо Скотти Дугласа, графа ди Виголено; 2) (1430): Лукина Буссоне (ум. 1473), дочь Франческо Буссоне да Карманьолы, графа ди Кастельнуово-Скривия, и Антонии Висконти
- Антонио (ум. 1449). Проживал в Пьяченце, был повешен в Парме за попытку передать город Франческо Сфорца. Жена: N Манкассоли
- Петролино, кондотьер на миланской службе
- Франческо

2-я жена: Франческа Бранкалеони, дочь Франческо Бранкалеони
Дети:
- Пьетрантонио, миланский патриций. Жена: N Беккариа, дочь Кастеллино Беккариа и Феличины Авиарди ди Рубьера